# John Tyler
John Tyler (ur. 29 marca 1790 w hrabstwie Charles City, zm. 18 stycznia 1862 w Richmond) – amerykański prawnik i polityk, 10. prezydent Stanów Zjednoczonych (1841–1845).
10. wiceprezydent Stanów Zjednoczonych (1841), przewodniczący pro tempore Senatu Stanów Zjednoczonych (1835). Był pierwszym prezydentem Stanów Zjednoczonych, który objął urząd nie w wyniku wyboru, lecz sukcesji prezydenckiej. 

## Życiorys

### Młodość i edukacja
Urodził się 29 marca 1790 roku w Greenway Plantation – domu otoczonym 1200-akrową plantacją pszenicy, kukurydzy i tytoniu, na której pracowało 40 niewolników – w hrabstwie Charles City. Pochodził z wielodzietnej rodziny Johna Tylera Seniora – sędziego i 15. gubernatora Wirginii. W 1802 rozpoczął studia prawnicze na College of William & Mary, które ukończył po pięciu latach. Po odbyciu dwuletniej praktyki uzyskał prawo do prowadzenia samodzielnej praktyki prawniczej.

### Kariera polityczna
Swoją karierę polityczną rozpoczął w wieku 21 lat, kiedy to został członkiem legislatury stanu Wirginia, pełniąc tę rolę do 1816 roku. Od 16 grudnia 1817 do 3 marca 1821 był członkiem Izby Reprezentantów jako przedstawiciel Partii Demokratyczno-Republikańskiej. Po zakończeniu kadencji na kilka lat zawiesił działalność polityczną, ze względu na zły stan zdrowia, jednak od 1823 roku powrócił do legislatury stanowej, a w latach 1825-1827 był gubernatorem Wirginii. Przyczynił się wówczas do znacznej poprawy infrastruktury stanu. W 1827 roku został członkiem Senatu i pełnił tę funkcję do 1836, a w ostatnim roku swojej kadencji był także przewodniczącym pro tempore. W okresie sprawowania mandatu senatora, zaczęły się uwidaczniać jego konflikty z Partią Demokratyczną, z której odszedł w 1830. Następnie związał się z nowo powstałą Partią Wigów.
Po rezygnacji z mandatu senatorskiego postanowił ubiegać się o nominację swojej partii na kandydata na wiceprezydenta. Nie udało mu się osiągnąć tego celu, w związku z czym powrócił do działalności politycznej na szczeblu lokalnym. W wyborach w 1840 roku ponownie ubiegał się o nominację na wiceprezydenta i tym razem mu się powiodło. Wybory prezydenckie wygrał William Henry Harrison, a Tyler został wiceprezydentem. Po miesiącu urzędowania dowiedział się, że prezydent zmarł. Tyler został zaprzysiężony 6 kwietnia 1841 roku.

### Prezydentura
Po objęciu przez Tylera fotela prezydenckiego, w Partii Wigów obawiano się, czy styl jego prezydentury będzie taki sam, jak jego poprzednika. Nowy prezydent zapowiedział, że będzie rządził silną ręką, nie patrząc na interesy partii. Lider wigów, Henry Clay, który miał aspiracje prezydenckie, zaczął wówczas budować swoją pozycję i poparcie partii, jednocześnie konfliktując się z Tylerem. Kiedy prezydent odmówił podpisania ustaw ekspansjonistycznych, przedstawionych przez Claya, wszyscy członkowie gabinetu, z wyjątkiem Daniela Webstera podali się do dymisji, a Tylerowi okazywano ostracyzm polityczny, zarówno w partii, jak i w Kongresie (gdzie dyskutowano nawet o impeachmencie).
Prezydent nie wykazywał zbyt wielu inicjatyw w zakresie polityki wewnętrznej. Jednym z nielicznych było doprowadzenie do zakończenia siedmioletniej wojny z Seminolami, których skłonił do przeprowadzki na zachód Stanów Zjednoczonych.
Więcej inicjatywy wykazywał w dziedzinie polityki zagranicznej. Widząc narastające konflikty graniczne pomiędzy Maine a Nowym Brunszwikiem, Tyler zdecydował się wznowić rozmowy pomiędzy Stanami Zjednoczonymi a Wielką Brytanią, do których desygnował swojego sekretarza stanu – Daniela Webstera. Stronę brytyjską reprezentował akredytowany poseł Alexander Baring, który wysunął propozycję, by granica przebiegała od źródła rzeki St. Croix do rzeki St. John. Pomimo że Webster był skłonny przystać na tę propozycję, stan Maine nie zgodził się oddawać osady Madawaska. Wówczas gabinet Tylera wypłacił obu stronom po 150 tysięcy dolarów odszkodowań, co skłoniło je do podpisania traktatu. Układ został przedłożony 27 lipca 1842 i regulował granice amerykańsko-brytyjskie, a także prawa wzajemnej żeglugi. Rzeki: St. Clair, Detroit, św. Wawrzyńca i jezioro St. Clair były przeznaczone dla obu stron, natomiast teren stanu Minnesota miał przypaść Stanom Zjednoczonym. Zawarto także regulację o nienaruszalności terytorium i zakazie nielegalnego przekraczania granicy, jakie miało miejsce w czasie powstania w Kanadzie w 1837. Układ został sygnowany 9 sierpnia 1842. Pomimo początkowych sprzeciwów, jedenaście dni później Senat przegłosował go stosunkiem głosów 39:9, natomiast prezydent ratyfikował go 13 października.
Drugim głównym elementem polityki Tylera był ekspansjonizm, który objawiał się zainteresowaniem dokonania aneksji Teksasu. Początkowo prezydent nie czynił starań, by doprowadzić do rozszerzenia terytorium USA, gdyż uważał, że nie ma szans, by przegłosować tę ustawę w Senacie. Z uwagi na fakt, iż Meksyk, Wielka Brytania i Francja także były zainteresowane tym obszarem, w 1843, Tyler zobowiązał sekretarza stanu, Abla Upshura, by rozpoczął negocjacje z prezydentem Republiki Teksasu. Sam Houston obawiał się, że przyłączenie do Unii, rozgniewa władze Meksyku, więc zażądał, by Tyler zmobilizował wojska amerykańskie, które przyjdą z pomocą Teksańczykom, jeśli zajdzie potrzeba. Po śmierci Upshura na statku „Princeton”, sekretarzem stanu został John C. Calhoun, który kontynuował negocjacje. Układ został podpisany 12 kwietnia 1844 jednak został odrzucony w głosowaniu senackim stosunkiem głosów 16:35. W grudniu 1844 prezydent Tyler zaproponował, by aneksję uchwaliły połączone Izby Kongresu, zwykłą większością głosów. Izba Reprezentantów przyjęła traktat, natomiast Senat wprowadził poprawki i przegłosował go 27:25. Akt aneksji został podpisany przez prezydenta 1 marca 1845 roku. Republika Teksasu opowiedziała się za ratyfikowaniem traktatu w drodze referendum 13 października 1845. Dwa miesiące później, 29 grudnia, stan został przyłączony do Unii. Tyler podejmował także próby negocjacji kupna Kalifornii, jednak bezskutecznie.
Kwestia głosowania ws. aneksji Teksasu była przedmiotem kampanii prezydenckiej przed wyborami w 1844. Po porażce Wigów w wyborach do Izby Reprezentantów, Tyler zebrał swoich zwolenników i starał się utworzyć nowe stronnictwo polityczne. Dzielenie stanowisk politycznych, spowodowało, że zaufany współpracownik Tylera, Daniel Webster zrezygnował ze swojej posady w rządzie, choć nadal popierał prezydenta. Partia Demokratyczna wysunęła kandydaturę Jamesa Polka. Zdając sobie sprawę, że nie ma żadnych szans na wygranie wyborów, Tyler zrezygnował z ubiegania się o reelekcję i udzielił swojego poparcia Polkowi.

### Emerytura i śmierć
Po opuszczeniu Białego Domu Tyler powrócił na swoją plantację do Wirginii. W 1859 ponownie został rektorem William and Mary’s College. Kiedy nad Stanami Zjednoczonymi zawisła groźba wojny domowej, Tyler opowiedział się za secesją stanów południowych i od 1861 był członkiem Izby Reprezentantów Skonfederowanych Stanów Ameryki. 12 stycznia 1862 roku w Richmond doznał udaru serca i zmarł sześć dni później.

## Życie prywatne
John Tyler poślubił swoją pierwszą żonę, Letitię Christian, w 1813 roku. Z tego związku miał ośmioro dzieci: trzy córki i pięciu synów. Letitia Christian zmarła w czasie prezydentury męża, w 1842 roku.
Dwa lata po tym jak został wdowcem, Tyler ożenił się z Julią Gardiner – córką nowojorskiego senatora. Z tego małżeństwa urodziło się siedmioro dzieci.